# Гамон-Гаман, Георгий Нестерович
Георгий Нестерович Гамон-Гаман (7 июня 1880, Рига — 30 сентября 1964, Москва) — художник, скульптор. В 1932—1935 годы сотрудник Новосибирского краеведческого музея. В 1935 году арестован и приговорён к пяти годам заключения в лагерях ГУЛАГа.

## Биография
Сын рижского домовладельца. Этнический датчанин. Образование специальное художественное. Окончил школу живописи в Риге и Академию изобразительных искусств в Мюнхене. С 1904 г. учился и работал в Академии художеств в Петербурге, затем в Мюнхене и Париже. В 1910—1915 гг. жил в Москве, открыл частную студию, преподавал искусство рисунка и офорта. В 1911 году он помогал Р. И. Клейну в оформлении строившегося тогда Музея изящных искусств (ныне — Государственный музей изобразительных искусств имени А. С. Пушкина). Этот музей приобрёл у него 14 офортов, сохранившихся в фондах до сих пор.
После революции 1917 г. Гамон-Гаман переехал в Петроград. С 1918 г. — безработный, жил распродажей по частям коллекции живописи и антиквариата, унаследованной от отца. Иногда работал художником-оформителем в рабочих клубах. Значительная, наиболее ценная, часть коллекции в 1924 г. была реквизирована и распределена в Эрмитаж, Государственный Русский музей, Художественный музей в Гатчине.
В 1927 г. арестован по обвинению в том, что «имея скрытую связь с сотрудниками иностранных консульств в Ленинграде, занимался шпионажем в их пользу». Постановлением ОСО при ОГПУ от 20 апреля 1928 приговорён к трём годам ссылки в Сибирь. Срок отбывал в городе Киренске Иркутского округа, затем в Новосибирске. С сентября 1932 по январь 1935 — скульптор, заведующий макетно-муляжной мастерской в Новосибирском краеведческом музее. Вновь арестован в Новосибирске 23 апреля 1935 г. по обвинению в причастности к контрреволюционной фашистской группе. Постановлением ОСО при НКВД от 2 декабря 1935 г. приговорён к 5 годам ИТЛ. Отправлен на Кольский полуостров, на строительство Нижне-Туломской ГЭС в поселке Мурмаши Мурманской области. Здесь ему удалось зарисовать множество форм полярных сияний. Эти картины приобрел Н. В. Пушков. Позднее Пушков передал их Мурманскому отделению Научно-исследовательского института земного магнетизма Главного управления гидрометеорологической службы при Совнаркоме СССР.
В Мурманске Гамон-Гаман работал «оформителем по скульптуре и архитектуре». По рассказам очевидцев, по его эскизам зеками был создан барельеф на фронтоне местного ДК «Энергетик». Был привлечён руководством ГУЛАГа к оформлению павильона Северо-востока на Московской сельскохозяйственной выставке. За успешное выполнение этого задания ему назначили премию и освободили из заключения на год раньше срока без дополнительного ограничения. За годы, проведенные на Севере, Г. Н. Гамон-Гаману удалось зарисовать множество форм полярного сияния.
Жил во Владимирской области, перебивался случайными заработками: оформлял выставки для райисполкома, писал портреты Сталина для госучреждений, преподавал музыку в педучилище по классу скрипки. После смерти Сталина получил разрешение переехать в Москву.
В 1958 г. Гамон-Гаман проиллюстрировал книгу С. И. Исаева и Н. В. Пушкова «Полярные сияния». В 1964 г. в Бухаресте увидел свет румынский перевод этой книги.
В 1961 г. Гамон-Гаман устроился в Московский архитектурный институт учебным мастером в офортную мастерскую. В 82-летнем возрасте мастер удостоился должности преподавателя при кафедре рисунка. Жил он одиноко, в крайней нужде. Стены его убогой каморки в коммунальной квартире были украшены его офортами, акварелями, рисунками. После его смерти все они — около 300 работ — оказались в архиве Московского архитектурного института.
30 сентября 1964 г. Г. Н. Гамон-Гаман скончался.
Реабилитирован по делу 1935 года прокуратурой Новосибирской области 21 марта 1989 г.